# Vanderford Valley
Vanderford Valley är en undervattensdal i Antarktis. Den ligger i havet utanför Östantarktis. Australien gör anspråk på området.